# Novo mesto

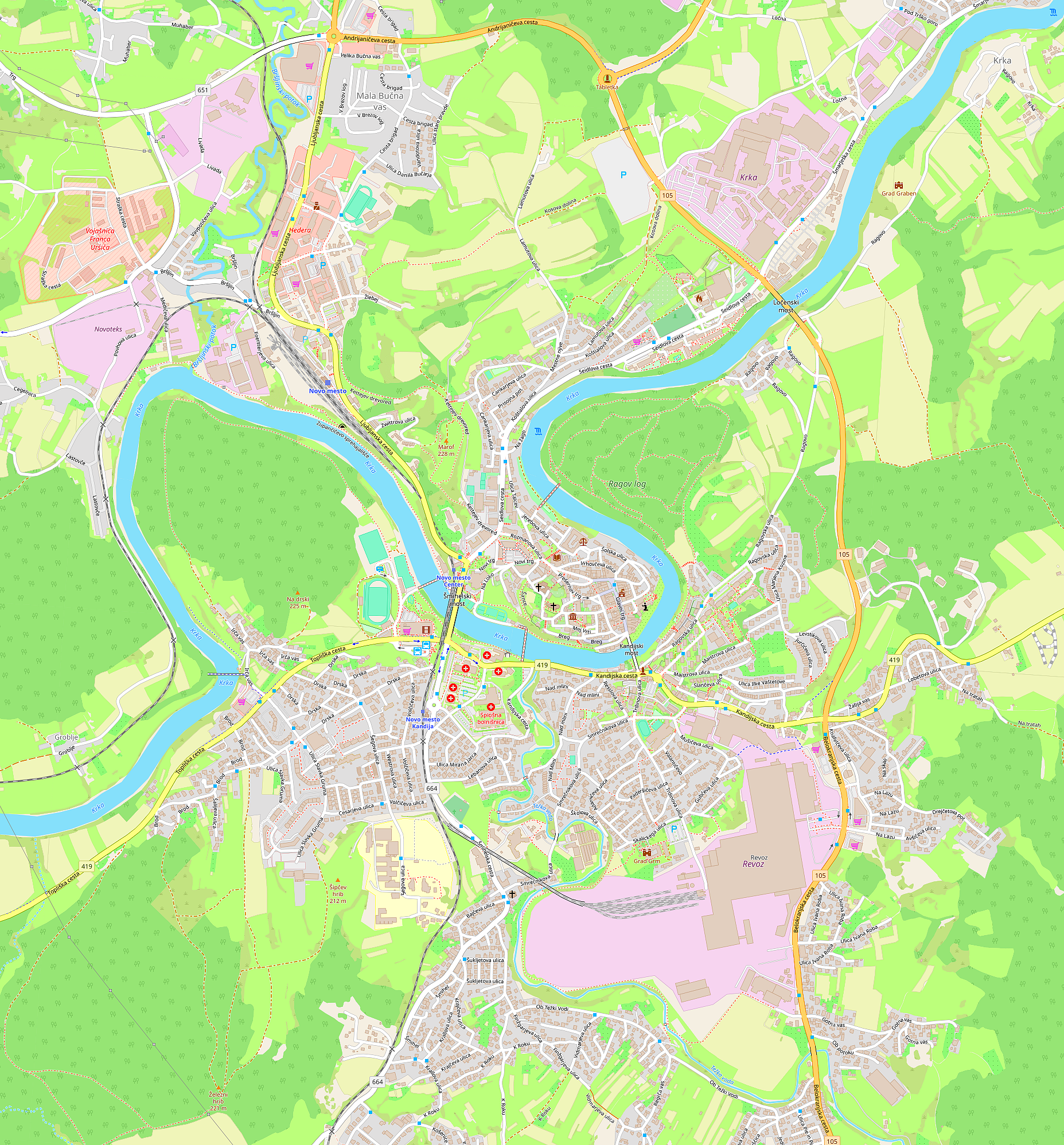
Stadtplan von Novo mesto

Novo mesto, deutsch Rudolfswerth oder Neustadtl (auch Neustädtl), ist eine Stadt im Südosten Sloweniens, unweit der kroatischen Grenze und 60 Kilometer südöstlich der Hauptstadt Ljubljana (Laibach). Zur historischen Region Unterkrain gehörig liegt sie in einer Schleife des Flusses Krka (deutsch Krainer Gurk).
Die Stadt selbst und ihr Umland gehören zur Stadtgemeinde Novo mesto, die eine der 212 Gemeinden Sloweniens ist.
Seit 2006 ist Novo mesto Sitz der neu errichteten Diözese Novo mesto, die ein Suffraganbistum der Erzdiözese Ljubljana ist.

## Geschichte

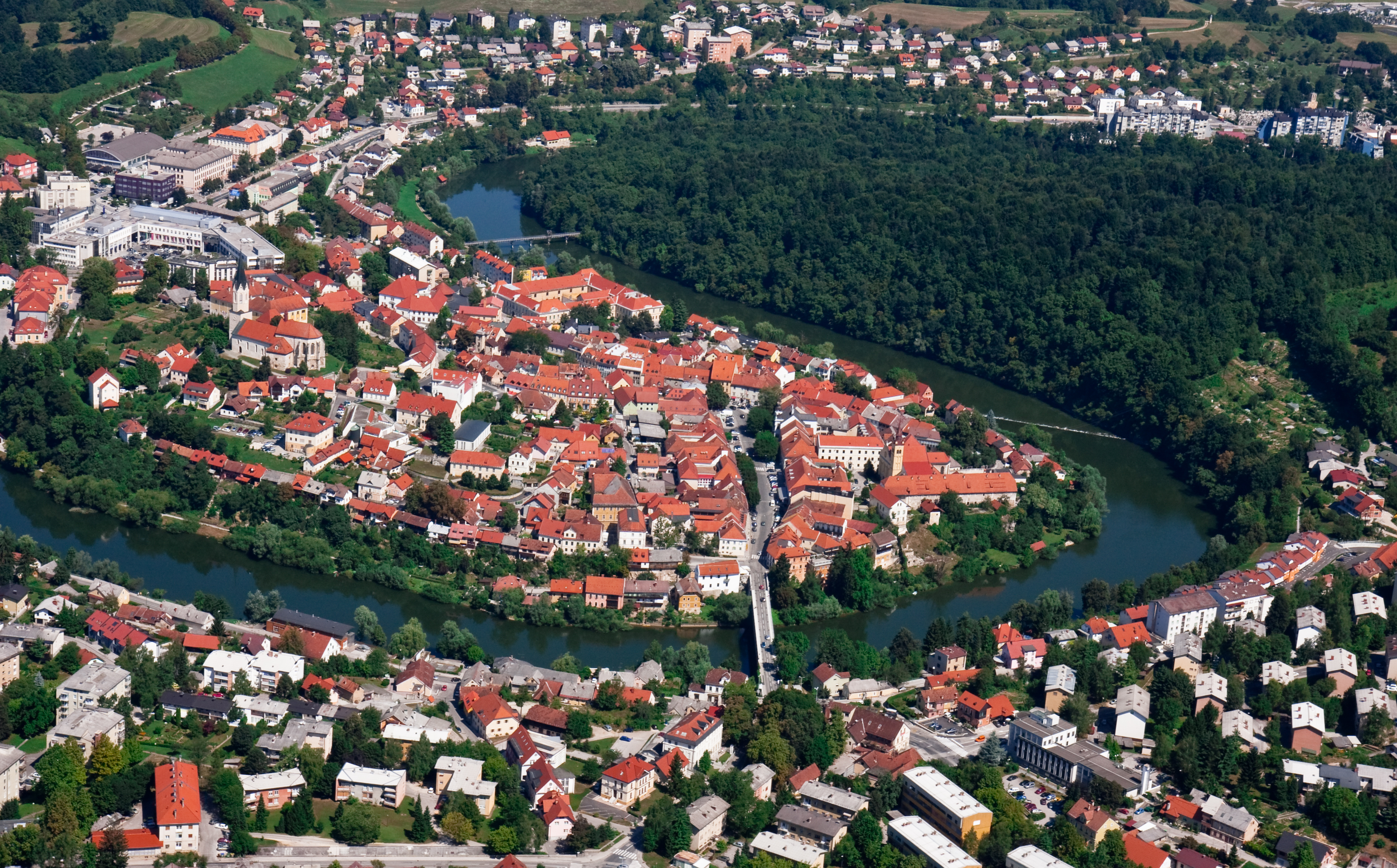
Blick von Süden auf die Altstadt in der Schleife der Krka

Die Stadt wurde am 7. April 1365 von Herzog Rudolf IV. von Habsburg in einer Gegend gegründet, wo es bis dahin noch keine Siedlungen gab, und nach ihm Rudolfswerth benannt (slowenisch Rudolfovo). Ab 1. September 1783 hieß die Stadt dann amtlich Neustadtl, wurde aber um 1865 im deutschen Amtsgebrauch wieder in Rudolfswerth umbenannt; die slowenische Bezeichnung blieb Novo mesto, wobei mesto sowohl „Stadt“ als auch „(Markt-)Platz“ entspricht.

## Wappen
Das Wappen der Gemeinde Novo mesto stellt seinen Gründer Erzherzog Rudolf IV. dar: sitzend, mit schwarzem Haar und Bart, auf einem goldenen Thron mit hoher rechteckiger Rückenlehne. Der Thron steht auf grünem Boden, der Hintergrund ist ein silberner Schild. Der Erzherzog trägt einen weißen Kragen und weiße Manschetten, einen schwarzen Gürtel mit Goldverzierungen; auf der Brust ein Vlies; die rote Kopfbedeckung hat eine weiße gezackte Umrandung und ein Kreuz an der Spitze; in der ausgestreckten rechten Hand einen blauen Reichsapfel und in der linken Hand eine goldene Fahne; unter dem Rand der bodenlangen Tunika sind schwarze Schuhe sichtbar.

## Sehenswürdigkeiten

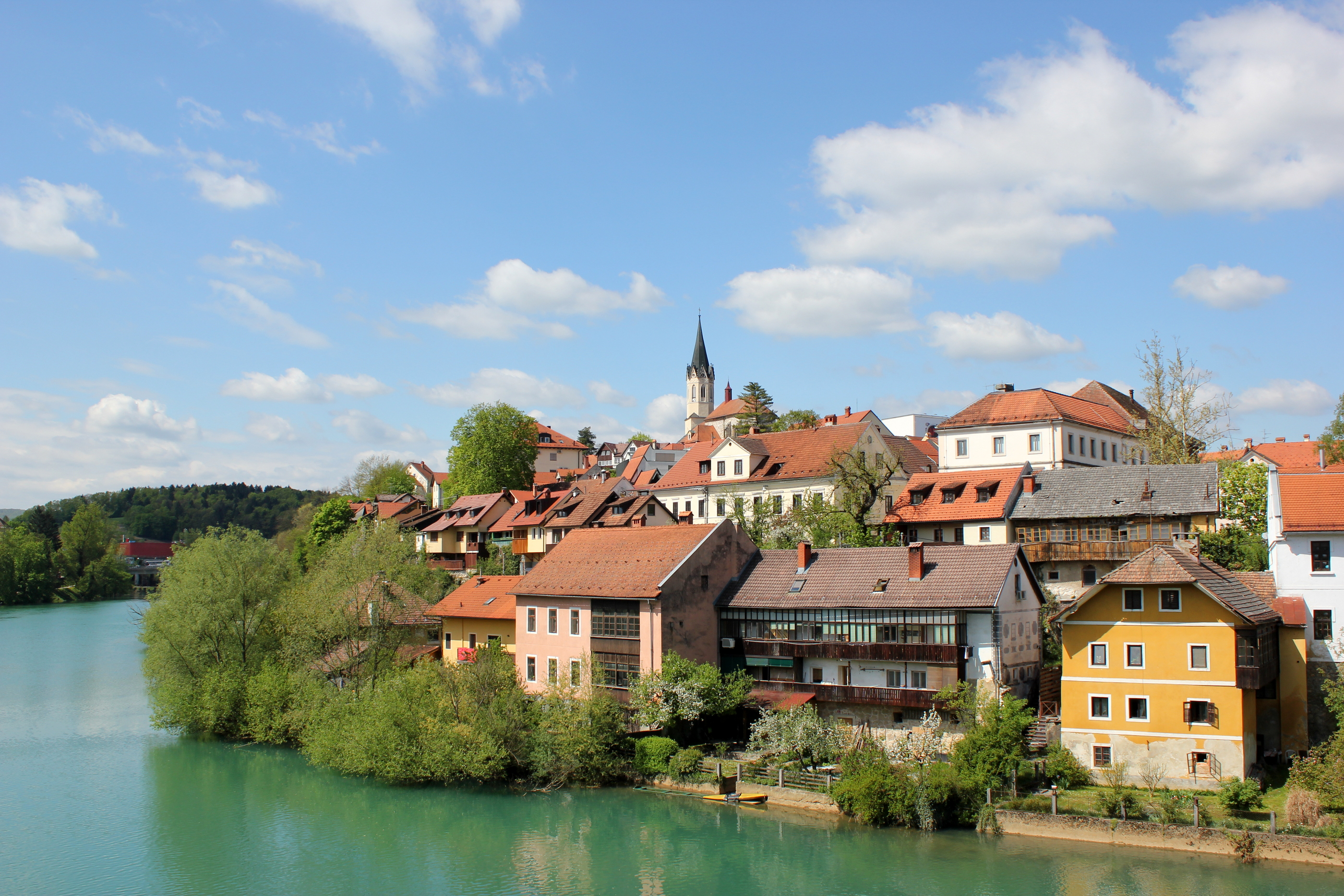
Westliche Altstadt mit dem Turm der Kathedrale

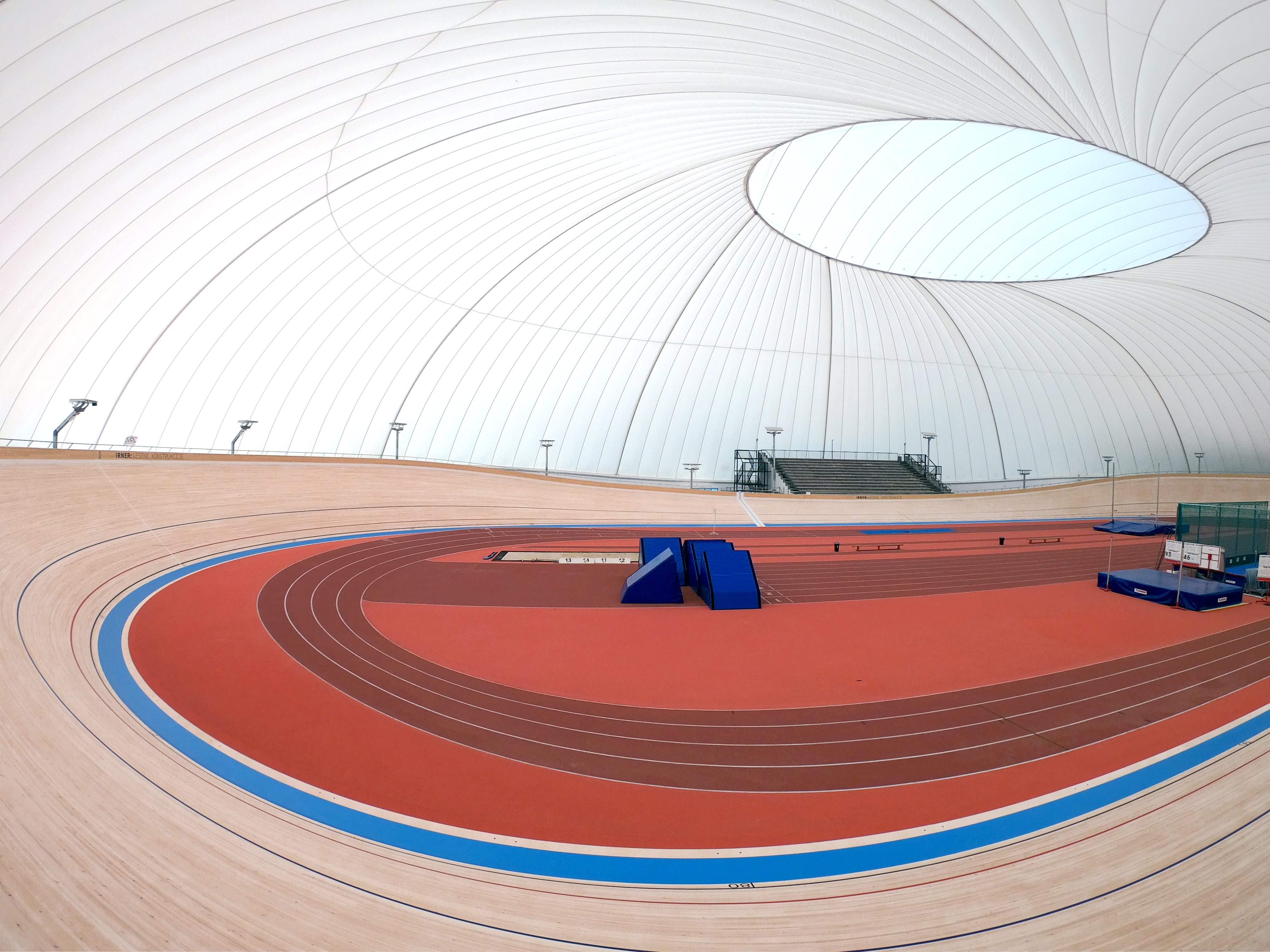
Olimpijski Center Novo mesto

- Das Schloss Graben am rechten Ufer des Flusses Krka zwischen den Ortschaften Ragov log und der Krka, knappe zwei Kilometer flussabwärts von Novo mesto, gelegen. Die ersten Bewohner wurden im Jahre 1170 urkundlich erwähnt; „Graben“ gilt als der Stammsitz des edelfreien Geschlechtes Von Graben von Stein.
- Kathedrale von Novo mesto mit gotischem Presbyterium aus dem 15. Jh., berühmtes Altarbild des hl. Nikolaus von Tintoretto und mehrere Bilder von Jean Metzinger[8]
- Franziskanerkirche mit neugotischer Fassade (seit 1866), darin mehrere Grabmäler, darunter das Epitaphium von Ivan Lenković, Begründer der Kroatischen Militärgrenze und deren Befehlshaber.
- Franziskanerkloster. Im Jahre 2019 feierten die Franziskaner in Novo mesto ihr 550-jähriges Jubiläum. Mit dem Klosterbau wurde im Jahre 1469 begonnen. Das Kloster sowie die angrenzende Kirche wurden durch ein Feuer im Kloster im Jahre 1664 teilweise zerstört. Danach wurden sie im Barockstil wiederaufgebaut.  Im Kloster befindet sich die älteste Bibliothek von Novo mesto. Zwischen den Jahren 1746 und 1870 leiteten die Mönche das Gymnasium.[9]
- Die Brücke Kandijski most. Sie verbindet die Stadtmitte von Novo mesto mit dem Stadtteil Kandija und führt vom unteren Teil des Hauptplatzes über den Fluss Krka. Die im Jahre 1898 gebaute Holzbrücke stand einige zehn Meter flussaufwärts. Die neue Brücke ist eine genietete Eisenkonstruktion und überquert die Krka in einem 75 Meter langen Bogen. Sie gehört zu den seltensten und ältesten Konstruktionen dieser Art in Slowenien und damit zu den slowenischen Kulturdenkmälern.
- Unterkrainer Museum der Unterkrain (slowenisch: Dolenjski Muzej), gegründet 1950. Das Museum besteht in Novo mesto aus dem Museumskomplex mit archäologischen, ethnologischen und historischen Exponaten aus der Unterkrain[10] sowie der Božidar-Jakac-Galerie[11] und im Hornwald bei Podturn aus dem Freilichtmuseum Baza 20.[12]

## Sport
Seit 1996 gibt es in Novo mesto eine Sporthalle mit Radrennbahn; ab 2019 wurde das Olimpijski Center Novo mesto mit einer Traglufthalle überbaut und ist als Olympiastützpunkt gedacht. Sie ist von World Athletics für internationale Leichtathletikwettbewerbe zertifiziert und mit einer 250 Meter langen Radrennbahn für den Bahnradsport international nutzbar. Seit 2016 befindet sich hier der Sitz des Radsportteams Adria Mobil.

## Wirtschaft
Novo mesto ist der Sitz des Automobilherstellers Revoz, des Reisemobilherstellers Adria Mobil, sowie des Pharmaunternehmens KRKA.

## Verkehr

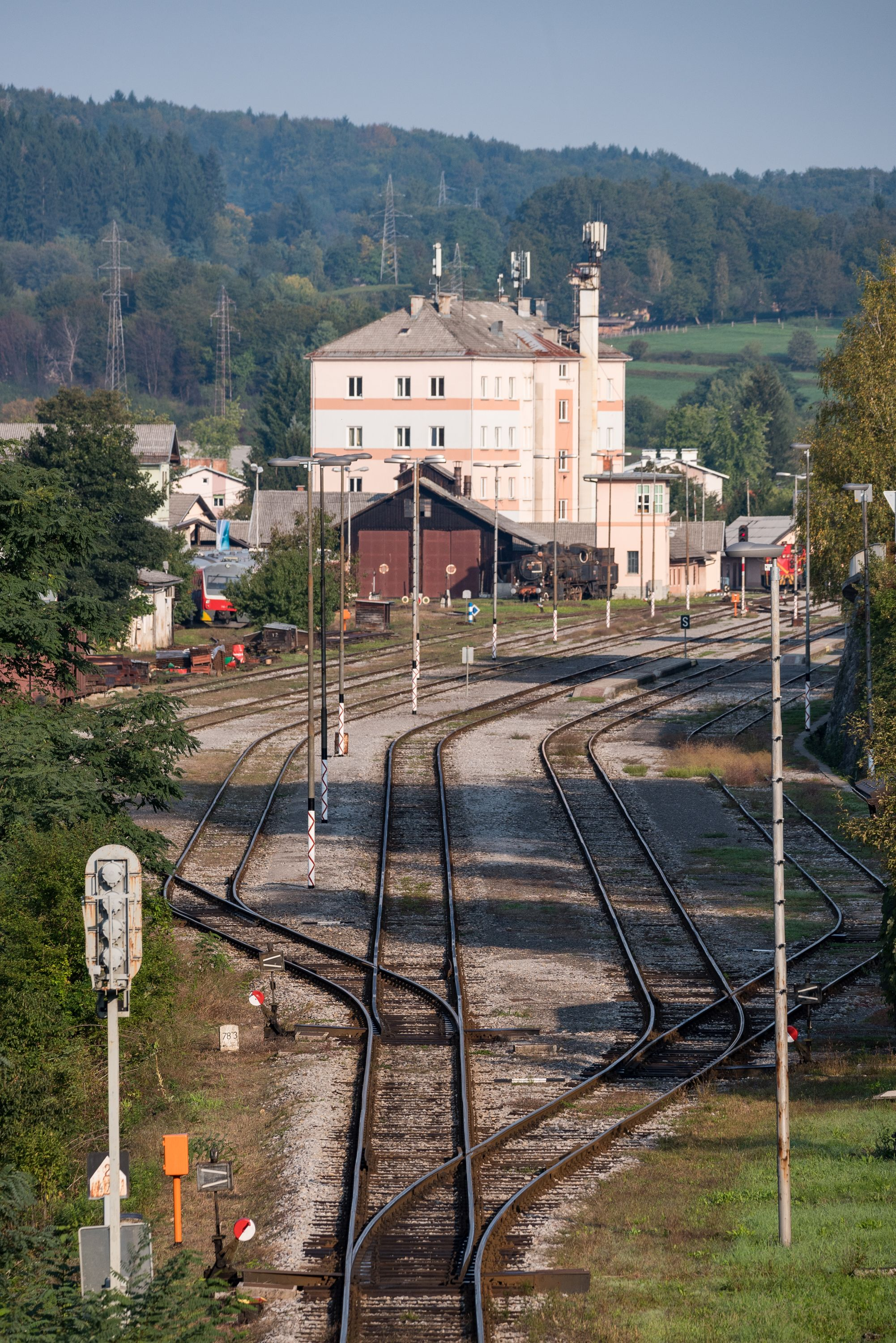
Bahnhof

Die Stadt hat einen Bahnhof an der vom damals regional tätigen Unternehmen Unterkrainer Bahnen errichteten Bahnstrecke Karlovac–Ljubljana, die Novo mesto am 1. Juni 1894 erreichte. Hinzu kommen mit dem stadtnäheren Haltepunkt Novo mesto center und dem jenseits des Flusses gelegenen Bahnhof Novo mesto Kandija zwei weitere Bahnstationen. Im Hauptbahnhof beginnt eine kurze Bahnstrecke nach Straža, in Novo mesto Kandija ein Anschlussgleis zur Automobilfabrik.
Novo mesto liegt an der Avtocesta A2, einer Autobahn, die Slowenien von Nordwesten über Ljubljana nach Südosten durchquert und dabei Österreich mit Kroatien verbindet. Am nördlichen Rand des Stadtgebiets befinden sich die Anschlussstellen 26 (Novo mesto-zahod) und 27 (Novo mesto-vzhod).

## Persönlichkeiten
- Ivan Lenković († 1569), kroatischer Uskokenanführer
- Franz Andreas Schega (1711–1787), Münzgraveur und Medailleur des Rokoko
- Hugolin Sattner (1851–1934), Komponist
- Leon Štukelj (1898–1999), Turner
- Božidar Jakac (1899–1989), Maler, Graphiker und Zeichner
- Marjan Kozina (1907–1966), Komponist
- Edvard Ravnikar (1907–1993), Architekt
- Marijan Zadnikar (1921–2005), Kunsthistoriker und Schriftsteller
- Josef Bláha (1924–1994), tschechischer Schauspieler
- Thérèse de Groot (1930–2011), slowenisch-niederländendische Bildhauerin und Malerin
- Stanislav Hočevar SDB (* 1944), römisch-katholischer Erzbischof von Belgrad
- Matiaz Tomlje (* 1954), Autorennfahrer
- Bojan Mohar (* 1956), Mathematiker
- Mirana Likar (* 1961), Schriftstellerin
- Marta Bon (* 1962), Handballtrainerin, Handballfunktionärin und ehemalige Handballspielerin
- Jože Smole (* 1965), Radrennfahrer
- Andrej Saje (* 1966), römisch-katholischer Geistlicher, Bischof von Novo mesto
- Melania Trump (* 1970), slowenisch-US-amerikanisches Model und Ehefrau von US-Präsident Donald Trump, geboren in Novo mesto
- Gorazd Štangelj (* 1973), Radrennfahrer
- Uroš Murn (* 1975), Radrennfahrer
- Barbara Jelić Ružić (* 1977), kroatische Volleyballnationalspielerin
- Boštjan Hribar (* 1977), Handballspieler
- Klemen Gutman (* 1978), Squashspieler
- Robert Jukič (* 1978), Jazzmusiker
- Primož Kozmus (* 1979), Hammerwerfer
- Darja Kapš (* 1981), Schachspielerin und Politikerin (SD)
- Vesna Jelić (* 1982), kroatische Volleyballnationalspielerin
- Janez Brajkovič (* 1983), Radrennfahrer
- Nina Dragičević (* 1984), Dichterin, Schriftstellerin, Komponistin und Soziologin
- Tamara Stajner (* 1987), österreichisch-slowenische Violistin, Performerin und Schriftstellerin
- Maja Vtič (* 1988), Skispringerin
- Elvis Kokalović (* 1988), Fußballspieler
- Jure Petric (* 1991), Fußballspieler
- Mihael Sopčić (* 1991), Fußballspieler
- Miha Zarabec (* 1991), Handballspieler
- Danijel Miškić (* 1993), kroatischer Fußballspieler
- Jure Balkovec (* 1994), Fußballspieler
- Domen Novak (* 1995), Radrennfahrer
- Vanja Drkušić (* 1999), Fußballspieler
- Kristjan Horžen (* 1999), Handballspieler
- Klara Lukan (* 2000), Langstreckenläuferin
- Anže Durjava (* 2001), Speerwerfer
- Gal Glivar (* 2002), Radrennfahrer
- Jakob Omrzel (* 2006), Radrennfahrer

## Städtepartnerschaften
Novo mesto hat Partnerschaften mit mehreren Städten und Gemeinden abgeschlossen.